# P. J. Blumenthal
P. J. Blumenthal (* 1946 in New York City, Bronx) ist ein US-amerikanischer Philologe, Schriftsteller, Übersetzer, Lyriker und Journalist.

## Leben
P. J. Blumenthal studierte an der University of California (UCSB) und ist seit 1975 in München ansässig. Er ist als freier Schriftsteller und Übersetzer tätig. Außerdem arbeitete er als Journalist unter anderem für das populärwissenschaftliche Magazine PM und P.M. History sowie die Wochenzeitung Die Zeit. Für das P. M. Magazin schrieb er Kolumnen, beispielsweise über Die Welt der Philosophen und Artikel und bis zur Einstellung im Jahr 2009 das Blog Der Sprachbloggeur. Seit 2009 betreibt er sein eigenes Blog mit dem Titel Der Sprachbloggeur – Schriftsteller aus Leidenschaft. Neben seiner Tätigkeit für das P. M. Magazin schrieb er über sogenannte Wolfskinder vor und nach Kaspar Hauser sowie geschichtliche Ereignisse.

## Werke

### Bücher
- Kaspar Hausers Geschwister. Auf der Suche nach dem wilden Menschen. Zweite überarbeitete und aktualisierte Auflage. Franz Steiner Verlag, Stuttgart 2018, ISBN 978-3-515-11646-6
- Hide and seek, Xenia Hausner, Glücks-Fall. Prestel Verlag, München 2005, ISBN 3-7913-3537-5
- Szenen, die Geschichte machten. Riva Verlag, München 2003, ISBN 3-936994-02-1
- Kaspar Hausers Geschwister. Auf der Suche nach dem wilden Menschen. Deuticke, Wien und Frankfurt am Main 2003, ISBN 3-216-30632-1

### Hörbücher
- Szenen der Geschichte (Tonträger). Audio Media, München 2009
- Ereignisse die Geschichte machten (Tonträger). Reader’s Digest Deutschland, Stuttgart, Schweiz, Österreich, 2008, Sonderausgabe